# Llegum

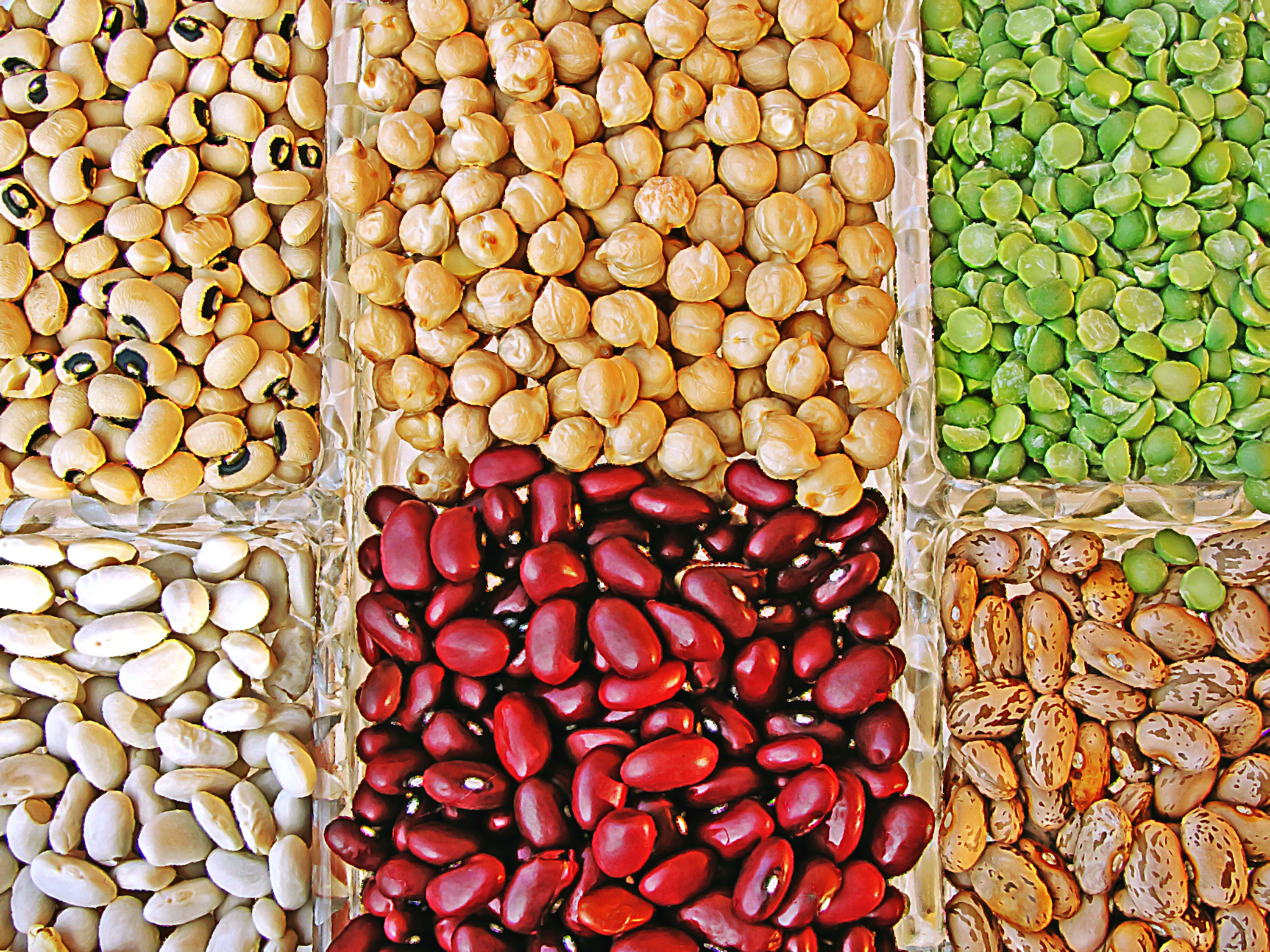
Llegums

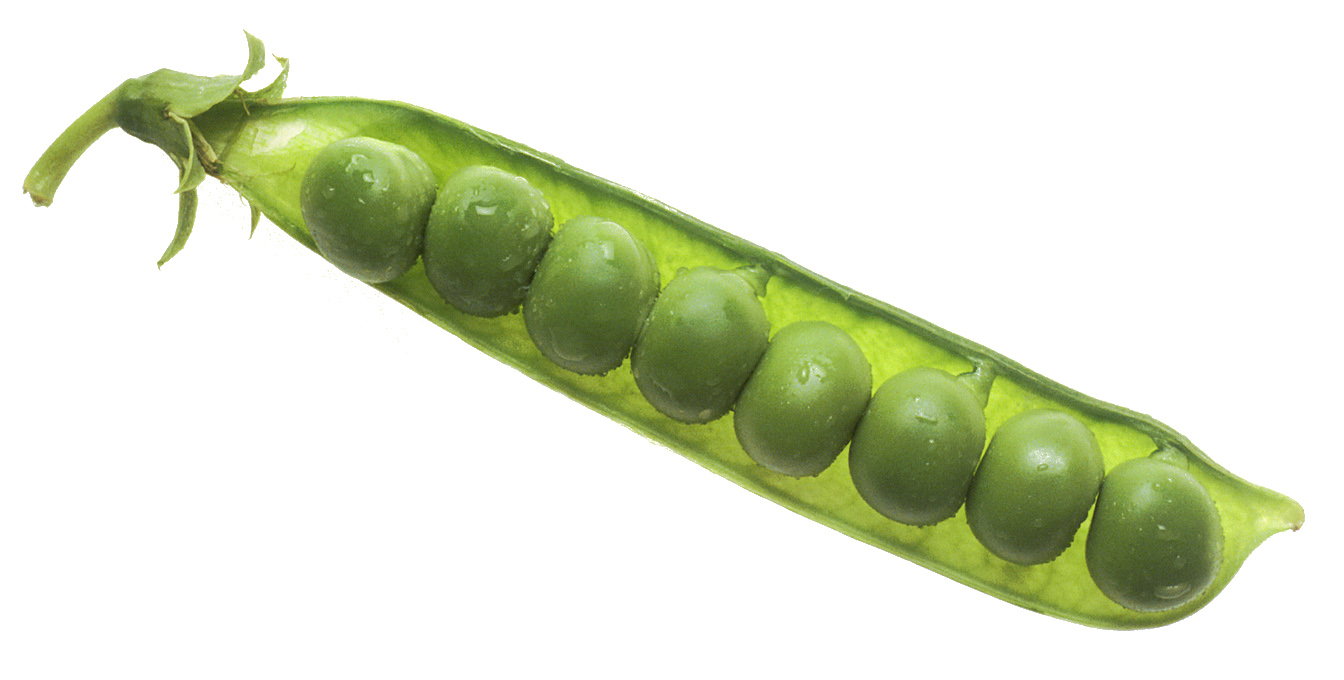
Llegum que mostra les llavors a l'interior

Un llegum és un tipus de fruit que s'obre quan és madur (dehiscent). És el fruit característic de la família de les fabàcies (Fabaceae). Prové d'un sol carpel i quan s'obre ho fa per la sutura ventral i pel nervi mitjà del carpel. Adopten formes diverses, de les allargades a les arrodonides. Poden tenir una llavor (com en el cas dels cigrons) dues (com en les llentilles) o moltes (pèsols). Quan es parla de llegums es fa referència a les llavors de les espècies de la família de les fabàcies que són comestibles pels humans. Amb els cereals, són l'ingredient bàsic de les cuines tradicionals d'arreu del món, com per exemple en la dieta mediterrània.
En el camp de la restauració és comú l'ús incorrecte del gal·licisme "llegums" per a designar les hortalisses i verdures.

## Terminologia
El terme llegum (en anglès, pulse), tal com l'utilitza l'Organització de les Nacions Unides per a l'Agricultura i l'Alimentació (FAO), està reservat als cultius d'hortalisses collides únicament per a la llavor seca. Això exclou la mongeta verda i els pèsols verds, que es consideren cultius vegetals. També s'exclouen les llavors que es conreen principalment per a l'extracció d'oli (llavors oleaginoses com la soja i el cacauet), i llavors que s'utilitzen exclusivament per sembrar farratge (trèvols, alfals). No obstant això, en l'ús comú, aquestes distincions no sempre es fan clarament, i moltes de les varietats utilitzades per a llegums secs també s'utilitzen per a verdures verdes, amb les seves mongetes en baines quan són joves.
Algunes Fabaceae, com ara Cytisus scoparius i altres Genisteae, són lleguminoses, però els agricultors no solen anomenar llegums, que tendeixen a restringir aquest terme als cultius alimentaris.

## Història
Hi ha evidències de que els Neandertalss feien servir llegums quan cuinaven menjars fa 70.000 anys.
Els arqueòlegs han descobert rastres de producció de llegums al voltant del Riu Ravi (al Panjab), el bressol de la civilització de la vall de l'Indus, que data del 3300 aC. Mentrestant, també s'han trobat proves del cultiu de llenties a les piràmides i a les receptes cuneïformes egípcies. S'han descobert llavors de pèsols secs en un poble suís que es creu que es remunten a l'Edat de Pedra. L'evidència arqueològica suggereix que aquests pèsols s'havien d'haver conreat a les regions de la Mediterrània oriental i Mesopotàmia fa almenys 5.000 anys i a la Gran Bretanya des del segle XI. La soja es va domesticar per primera vegada fa uns 5.000 anys a la Xina a partir d'un descendent de la soca salvatge Glycine Soybean.
Als Estats Units, la soja domesticada va ser introduïda el 1770 per Benjamin Franklin després d'enviar llavors a Filadèlfia des de França. Henry Ford, vegetarià, va ser la primera persona que va utilitzar la soja amb finalitats industrials a gran escala. Concentrant-se en la seva empresa, del 1932 al 1933 va invertir més d'1 milió de dòlars en investigació sobre la soja. Abans de la Segona Guerra Mundial, el 40% de l'oli de cuina s'importava als EUA. Quan va arribar la guerra, les rutes de subministrament es van interrompre, fet que va fomentar la cultura de la soja als EUA. A causa dels anys d'investigació realitzada per Henry Ford, va néixer la indústria nacional de l'oli de soja. Between 1970 and 1976, soybean production increased approximately 30%. Oil yield from bulk soybeans averages about 18%. Its modern-day usage ranges from margarine, salad oils, shortening and the previously mentioned cooking oil.

## Principals lleguminoses de consum humà
- Fava (gènere Faba)
- Mongeta o fesol (gènere Phaseolus Dolycos Vigna, etc.)
- Cigró (gènere Cicer)
- Llentia (gènere Lens)
- Guixa (gènere Lathyrus)
- Pèsol (gènere Pisum)
- Melgó (gènere Medicago)
- Llobí (gènere Lupinus)
- Cacauet (Arachis hypogea)
- Soia (gènere Glycine)

En significat ample comprèn qualsevol planta de la família Fabaceae.